# Oumayma Saoud
Oumayma Saoud (* 5. August 1996) ist eine marokkanische Leichtathletin, die sich auf den Mittelstreckenlauf spezialisiert hat.

## Sportliche Laufbahn
Erste internationale Erfahrungen sammelte Oumayma Saoud bei den Crosslauf-Weltmeisterschaften 2015 in Guiyang, bei denen sie in 23:44 min den 79. Platz im U20-Rennen belegte. Im Jahr darauf gewann sie bei den U23-Mittelmeer-Meisterschaften in Tunis in 4:18,25 min die Silbermedaille im 1500-Meter-Lauf hinter der Französin Johanna Geyer-Carles. Bei den Crosslauf-Weltmeisterschaften 2017 in Kampala belegte sie in 24:02 min den vierten Platz in der Mixed-Staffel und Mitte Mai schied sie bei den Islamic Solidarity Games in Baku mit 2:06,12 min in der Vorrunde im 800-Meter-Lauf aus. Anschließend siegte sie in 2:16,83 min über diese Distanz bei den Arabischen Meisterschaften in Radès und auch über 1500 Meter gewann sie in 4:30,45 min die Goldmedaille. Daraufhin belegte sie bei den Spielen der Frankophonie in Abidjan in 2:04,10 min den sechsten Platz über 800 Meter und gewann in 10:10,53 min die Silbermedaille im Hindernislauf hinter ihrer Landsfrau Fadwa Sidi Madane. Im Jahr darauf startete sie dann über 3000 m Hindernis bei den Mittelmeerspielen in Tarragona und klassierte sich dort mit 9:57,66 min auf dem neunten Platz. 2020 siegte sie in 1:11:20 h beim Marrakesch-Halbmarathon.
2019 wurde Saoud marokkanische Meisterin im 1500-Meter-Lauf.

## Persönliche Bestleistungen
- 800 Meter: 2:04,10 min, 24. Juli 2017 in Abidjan
- 1500 Meter: 4:12,36 min, 14. Juli 2018 in Kortrijk
- Halbmarathon: 1:11:20 h, 26. Januar 2020 in Marrakesch
- 3000 m Hindernis: 28. Juni 2018 in Tarragona